# Manifiesto de las Mujeres para Ghana
El Manifiesto de las Mujeres para Ghana (en inglés Women's Manifesto for Ghana) es una declaración política de las mujeres ghanesas que exige derechos e igualdad. La declaración fue proclamada en 2004 y continúa influyendo en el movimiento feminista de Ghana. 

## Antecedentes
El Manifiesto surgió a iniciativa de las organizaciones de mujeres en Ghana, especialmente de aquellas que trabajaban en un proyecto de ley de violencia doméstica y en las elecciones del año 2000. También coincidió con una serie de asesinatos de mujeres en Acra, que desencadenaron protestas en el Fort Christiansborg. Las activistas también se oponían a la creación de un Ministerio de Asuntos de la Mujer, que creían que aislaría los problemas de las mujeres
La campaña de movilización fue apoyada por NETRIGHT, la Red por los Derechos de la Mujer en Ghana, y por ABANTU for Development, una ONG fundada por mujeres africanas en Europa. Las organizadoras rechazaron el apoyo de donantes que querían alterar los parámetros de la campaña.
Se celebró una reunión para convocar a mujeres de los 110 distritos de Ghana e identificar similitudes y diferencias en los problemas de las mujeres en todo el país. Como resultado se generó una larga lista de prácticas culturales, como la desigualdad en el matrimonio y la educación, que el grupo quería cambiar. Tres organizadoras dijeron en una entrevista que estaban sorprendidas por la capacidad del grupo para llegar a un consenso sobre los objetivos del movimiento de mujeres al redactar el documento.

## Contenido
El Manifiesto pide una participación femenina igualitaria en el gobierno de Ghana, exigiendo que la legislatura se convierta en un 30% de mujeres en 2008 y un 50% de mujeres en 2012. También estipula la participación femenina igualitaria en el liderazgo de los partidos políticos.
El documento también describe las condiciones cotidianas para las mujeres en Ghana, y exige que el gobierno tome medidas para garantizar los derechos humanos de las mujeres para 2010. Exige que el gobierno garantice el acceso de las mujeres a una atención de salud reproductiva segura y efectiva, incluido el aborto.
El Manifiesto reconoce el papel de la desigualdad económica en el mantenimiento de la opresión de las mujeres y las personas pobres, y exige un ingreso mínimo para todos los ghaneses.
El Manifiesto describe las necesidades y desafíos especiales de las mujeres con discapacidad: dificultad para acceder a los recursos necesarios y mayores tasas de abuso sexual.

## Lanzamiento
El Manifiesto de las Mujeres para Ghana fue lanzado en el Centro Internacional de Conferencias de Acra el 2 de septiembre de 2004. El documento logró un importante eco a pesar de la publicación por parte del gobierno de la propuesta de una nueva política de género el día anterior. El manifiesto buscaba conocer y resolver los problemas que afectaban a las mujeres. 

## Efectos
El grupo que elaboró el manifiesto formó la Coalición del Manifiesto de las Mujeres un grupo que continúa activo en la promoción de los derechos de las mujeres en Ghana. Desde la elaboración del Manifiesto en 2004, el gobierno de Ghana aprobó la Ley de violencia doméstica, la Ley de trata de personas y la Ley de discapacidad, y ha prohibido la mutilación genital femenina . La Coalición, junto con NETRIGHT, realizó manifestaciones en 2007 para protestar por la exclusión de las mujeres de la celebración del 50.º aniversario de la independencia de Ghana.